# Pericles (pjäs)
Pericles (originaltitel Pericles, Prince of Tyre) är en tragedi av William Shakespeare. Pjäsen räknas tillsammans med Cymbeline, En vintersaga och Stormen till sagospelen (romances). Cymbeline och Pericles är de försonande sluten till trots klassade som tragedier, medan En vintersaga och Stormen är komedier. Alla fyra är till sin karaktär tragikomiska.

## Tillkomsthistoria

### Datering
Pjäsen kan inte vara skriven senare än 1608. Den registrerades hos boktryckarskrået (The Stationers Company) av bokhandlaren Edward Blount 20 maj 1608. I pamfletten Pimlico från 1609 rapporterar den italienske ambassadören Giorgio Giustinian att han sett Pericles som han betecknade som ny. Giustinian vistades i London från 5 januari 1606 till 23 november 1608.

### Pjäsens källor
Pericles har mycket gemensamt med George Wilkins berättelse The Painfull Adventures of Pericles från 1608. Störst likheter har de två fragmentariska första akterna. Större avvikelses finns i de tre genomarbetade senare akterna. Berättelsen har trotts vara baserad på Shakespeares pjäs men är mer utarbetad, särskilt i den första delen. Senare forskning har istället framkastat att både Wilkins berättelse och Shakespeares pjäs grundar sig på en tidigare pjäs om Pericles. Denna skulle vara skriven av Shakespeare själv eller av Thomas Heywood eller John Day. Det finns dock inga källor som talar för att det existerat någon tidigare Pericles-pjäs.
Ursprunget till stoffet är den antika berättelsen om Apollonius av Tyrus, som även ligger till grund för Förvillelser, som återberättats många gånger, utöver i Wilkins berättelse bland annat även i John Gowers poem Confessio Amantis från 1300-talet och Lawrence Twines berättelse The Pattern of Painful Adventures från 1576 och återutgiven 1607.
I Plautus komedi Rudens blir hjältinnan kidnappad av pirater och såld till en bordell, men även om Shakespeare tros ha känt till denna pjäs, anses den inte vara en källa utan en parallell. En annan parallell är det medeltida engelska mysteriespelet Digby Mary Magdalene på medelengelska. Marys vindlande resa har mycket gemensamt med resorna i Pericles. I en scen på ett värdshus dukar dock Mary under för lustens frestelse, snarare än motstår den. Pjäsen innehåller dessutom ett hednatempel och en storm på havet där en barnaföderska dör i barnsäng.

### Tryckningar och text
Den enda versionen av pjäsen som existerar är den som trycktes i den första kvartoupplagan 1609 och som angav Shakespeare som upphovsman. Upplagan tros vara ett pirattryck som grundar sig på minnet hos en eller två skådespelare. Versionen anses starkt bristfällig. Den återger prosa som vers och vers som prosa och har ingen aktindelning. Därefter trycktes pjäsen i ytterligare fem upplagor fram till 1635.
Den första upplagans långa titel löd The Late and much admired Play, Called Pericles, Prince of Tyre. With the true Relation of the whole History, adventures, and fortunes of the sayd Prince: As also, The no lesse strange, and worthy accidents, in the Birth and Life, of his Daughter Mariana. Den gavs ut av Henry Gosson och trycktes av William White och Thomas Creede. Andra upplagan 1609 gavs ut och trycktes av samma personer. 1611 trycktes den av Simon Stafford för Gosson. 1619 ingick pjäsen i William Jaggards så kallade False Folio som trycktes av Thomas Pavier. 1630 trycktes den av John Norton för Robert Bird och 1635 trycktes den av Thomas Cotes för Bird.
Av okänd anledning tog John Heminges och Henry Condell inte med pjäsen i den första sammanställningen av Shakespeares pjäser, First Folio från 1623. Pericles tillfogades först i den tredje folions andra upplaga som även innehåller flera apokryfiska pjäser. Det är först i denna version som pjäsen fick sin aktindelning.

#### Frågan om upphovsmannaskap
På grund av de fragmentariska två första akterna är inte alla överens om att hela pjäsen författats av Shakespeare. Det anses ändå att Shakespeare skrivit ungefär hälften av pjäsen, närmare bestämt de tre sista akterna. Pjäsens ojämnhet har fått många kritiker och forskare att ansluta sig till den ena eller andra av två dominerande teorier. Vissa tror att Shakespeare hastigt reviderat en skiss för att tillgodose publikintresset för sagospel. Andra tror att han samarbetat med någon av William Rowley, Thomas Heywood, John Day eller, mest troligt George Wilkins, författaren till den med pjäsen ungefär samtida berättelsen The Painfull Adventures of Pericles.

## Handling
Antiochus, kung av Antiochia, har ett incestuöst förhållande med sin dotter. Hursomhelst lovar han bort sin dotter till den som kan lösa en gåta, med förbehållet att den som misslyckas skall dödas. Pericles, furste av Tyros, meddelar att han kan svaret på gåtan, men behöver mer betänketid. Antiochus sänder ut män för att döda honom, men Pericles blir varse detta och flyr till havs. Utanför Pentapolis (Cyrenaika) kust lider han skeppsbrott under en storm. Räddad i land får han veta att kung Simonedes utlyst en turnering där priset är hans dotter Thaïsas hand. Pericles vinner turneringen och Thaïsa drabbas av en stark attraktion. De ger sig av till Tyros, men under en ny storm dör Thaïsa i barnsäng. För att blidka stormen slängs Thaïsas kropp över bord. Men Thaïsa överlever och hennes kista flyter iland i Efesos. Där blir Thaïsa prästinna i ett tempel till jaktgudinnan Dianas ära.
Framme i Tyros lämnar Pericles den nyfödda dottern Marina i Cleons och Dionyzas vård innan han på nytt ger sig av. När Marina vuxit upp rövas hon bort av pirater och säljs till en bordell i Mytilene. Men Marina lyckas behålla sin oskuld genom en stark övertalningsförmåga. För att inte förstöra affärerna hyr bordellen ut henne som lärarinna för respektabla unga damer.
Pericles återvänder till Tyros för att hämta sin dotter men får besked om att hon dött. I sorg beger han sig till havs igen. Han råkar hamna i Mytilene där han och Marina lyckas känna igen varandra. I en dröm berättar gudinnan Diana för honom om Thaïsa och hela familjen kan återförenas. Cleon och Dionyza avrättas för sitt brott.

## Analys

### Teman och motiv
I Pericles förflyttas man rastlöst från en plats till nästa, resan sträcker sig över Antiochia, Tyros, Tarsus, Pentapolis (Cyrenaika), Efesos och Mytilene. Varje resa lockar med hopp om lycka och vila, men gång på gång ingriper försynen med hot om förgängelse och nöd och kullkastar alla förhoppningar. Havet är farofyllt och gränslöst, precis som rymden. Kuststäderna är som främmande planeter där vad som helst kan hända. Varje stad har sina kännetecken: svält och svek i Tarsos, ridderlighet i Pentapolis, handel och prostitution i Mytilene, intellektuell idyll i Efesos. Perikles lindrar nöden i Tarsos och vinner tornerspelen i Pentapolis, han är dessutom framstående i de sköna konsterna. Men Perikles är anmärkningsvärt passiv, det viktiga är inte vad han gör, utan vad han råkar ut för. Kringirrandet frammanar bilden av livet som en resa, vilket påminner om de medeltida mysteriespelen, mer än vad som är fallet med de övriga tre sagospelen. Thaïsa dör ute till havs medan färden går från plats till plats. Pjäsens mest magiska ögonblick är när hennes kista spolas upp i Efesos och Cerimon konstaterar: "Nu slår hon åter ut i livets blom." (III:2, Göran O. Erikssons översättning)
Pericles har inslag av hybrid mellan sagospel och realism. Antiochus både döljer och ger ledtrådar till sitt perverterade förhållande till sin dotter med gåtan som friarna skall lösa med livet som insats. När Pericles döms till döden för att ha avslöjat gåtans lösning har det paralleller till rättsskipningen under Shakespeares samtid. Detta gör pjäsen mindre eskapistisk till sin tendens. I Köpmannen i Venedig är friargåtan tvärtom ett komiskt inslag.
Av sagospelen är Pericles det minst politiska. Bordellscenen hör dock till det grövsta Shakespeare skrivit. Marinas oskuld krockar med den korrupta verkligheten. Detta är en parallell till när Imogen vaknar intill Clotens huvudlösa kropp i Cymbeline och till Mirandas minne av Calibans våldtäktsförsök i Stormen. Alla dessa tre episoder är karakteristiska för tragikomedin. Men då Mirandas kyskhet triumferar över det brutala hotet, blir pjäsen en parallell till de medeltida mysteriespelen om helgon, som i sin tur har släktskap med sagospelen. (se ovan under Pjäsens källor).

### Stildrag
Det är lätt att bli vilseledd av pjäsens bedrägliga enkelhet. Kvaliteten på pjäsens dramatiska och poetiska uttrycksmedel är ojämn. Stilen är parodierat medeltida. Det är uppseendeväckande stor skillnad ifråga om stil, karakterisering och struktur mellan pjäsens första två akter och andra hälften. Intrigen är vindlande och karakteriseringen är knapphändig i de två första akterna. I tredje akten förhöjs plötsligt den estetiska nivån. Återföreningen mellan Pericles och hans dotter Marina i femte akten har en psykologisk och dramatisk komplexitet som har många beundrare.
Den fysiska energi som kommer sig av att Shakespeare överför det kroppsliga minnet av att vara skådespelare på sina sceniska texter, finns endast bitvis i Pericles; i bordellscenen, när Cerimon väcker Thaïsa till liv och i återföreningsscenen mellan Pericles och Marina. Resten är en äventyrsberättelse som vindlar mellan olika platser runt Medelhavet. Det är berättelsen som är det viktiga, inte enskilda formuleringar. Pjäsen är skriven som en platt fresk, den är full av spektakel, festspel och äventyr liksom av musik och dans. Rollfiguren Perikles anses sakna karaktär, han är ett exempel i en moralitet. Den värld vi får se genom Perikles ögon är som en dröm där hjälten själv inte kan påverka skeendet. En invändning mot pjäsen har därför varit att den saknar en central konflikt och därmed dynamik.
Pericles är ovanligt full av stumt spel, som i fjärde aktens fjärde scen:
| ”                                                 | (Perikles in genom ena dörren med hela sitt följe; Cleon och Dionyza genom den andra. Cleon visar Pericles graven; varvid Perikles utstöter klagorop, klär sig i säckväv och går ut förtvivlad.) | „ |
| – akt IV scen 4, Göran O. Erikssons översättning. | |   |

Det stumma spelet är inte bara formellt, som scenanvisningar, utan blir även en del av gestaltningen av Pericles karaktär. I femte aktens första scen beskriver Helicanus Pericles stumhet:
| ”                                                           | På tre månader har han inte talat Till någon människa, och inte ätit Annat än för att uppehålla sorgen. | „ |
| – Helicanus, akt V scen 1, Göran O. Erikssons översättning. | |   |

När han sedan träffar Marina vet han först inte att hon är hans dotter. Samtidigt som sanningen går upp för honom får Marina honom långsamt att bryta tystnaden och börja tala, trevande. När Pericles till slut accepterar Marina som sin dotter uppstår musik som bara han kan höra:
| ”                                                | PERICLES: Vad är det för musik? HELICANUS: Jag hör då ingen. PERICLES: Ingen? Det är ju sfärernas musik! Hör, min Marina! LYSIMACHOS: Det är inte värt att säga mot; håll med honom. PERICLES: Så underligt det låter! Hör ni inte? LYSIMACHOS: Musik, ers majestät? – Jag hör. PERICLES: Himmelsk musik! Den drar mig in i sig, och tung sömn hänger På mina ögonlock. Låt mig få vila. (Han somnar.) | „ |
| – akt V scen 1, Göran O. Erikssons översättning. | |   |

### Kritik
Dramatikern Ben Jonson kallade 1629 Pericles för en "mossig historia". Många kritiker därefter har anmärkt på pjäsens absurditet och dess bristande konsekvens. Poeten John Dryden kallade 1672 intrigen för oskicklig och tyckte att pjäsen som helhet var löjeväckande och osammanhängande. Eftersom han uppfattade pjäsen som naiv antog han att den i själva verket måste vara Shakespeares allra första pjäs. Shakespeareredaktören Edmond Malone ville 1782 datera pjäsen till omkring 1592. Nyklassicistiska kritiker tenderade att fastna för vad de såg som överflödet av skavanker och ifrågasatte därför att Shakespeare verkligen var författaren. Många har reagerat på att Shakespeare anses följa sina källor ovanligt troget.
Bland dem som redigerat Shakespeares samlade verk under 1700-talet har Alexander Pope, Lewis Theobald, William Warburton, Samuel Johnson och Edward Capell inte ens velat räkna med Pericles. Det gjorde däremot Nicholas Rowe 1709 och Edmond Malone 1780, den senare trodde att Shakespeare skrivit åtminstone delar av pjäsen. Malone menade att Shakespeare återgivit berättelsen exakt som han fann den. Samuel Taylor Coleridge menade på 1810-talet att pjäsen var typisk för Shakespeares sätt att bearbeta någon annans mediokra text, först ganska ointresserad och med tiden allt mer engagerad. Syftet skulle ha varit att snabbt få fram en pjäs som omedelbart kunde framföras på teatern.
Poeten Albert Henry Smyth (1863–1907) definierade 1898 Pericles som "det enskilt främsta exemplet under den elisabetanska perioden på ett verk som vördnadsfullt kopierade en vida spridd historia". Inställningen har levt kvar i 1900-talets kritik. 1956 framhöll Baldwin Maxwell (1893–?) att "den komplicerade narrativa strukturen hos källorna följs på ett sätt som saknar paralleller hos Shakespeare". Det var redaktören Frederick David Hoeniger som i sitt förord till Ardenutgåvan av pjäsen 1963 framhöll att den var ett kristet drama och påvisade likheterna med de medeltida engelska mysteriespelen. Northrop Frye (1912–1991) menade 1976 att "Pericles verkade vara ett avsiktligt experiment i att presentera en traditionellt arketypisk berättelse så naket och rakt på sak som möjligt".
Under de två följande decennierna negligerades pjäsen av kritiker och forskare. Nutida kritiker har hyllat pjäsen och kallat den starkt rörande. Återföreningen mellan Pericles och dottern Marina har återkommande jämförts med återföreningen mellan Lear och Cordelia i Kung Lear. Nutida kritiker tenderar att framhålla att pjäsen har en enhetligt genomförd struktur, som förstärks av det upprepade incestmotivet och av Shakespeares intresse för musik, magi och övernaturligheter.

## Översättningar till svenska
Pericles finns i tre tryckta översättningar till svenska. Den första översättningen var Per Hallströms som kom 1931 i volymen Shakespeares dramatiska arbeten. Sorgespel, Bd 4. 1962 kom Åke Ohlmarks översättning i samlingsvolymen Tragedier. Göran O. Erikssons översättning från 1986 kallades Pericles när den spelades av Stockholms stadsteater och Perikles när den gavs ut i bokform.

## Uppsättningar
De många tryckta upplagorna vittnar om att pjäsen var populär på Shakespeares tid. 1609 rapporterade den italienske ambassadören Giorgio Giustinian att han sett Pericles som han betecknade som ny. Giustinian vistades i London från 5 januari 1606 till 23 november 1608. Sannolikt spelades Pericles första gången på the Globe Theatre under vintern 1607/1608. 1609–1610 spelades Pericles av katolska skådespelare i Yorkshire. Fortfarande 1629 beklagade sig dramatikern Ben Jonson över att folk sprang benen av sig för att se Pericles. Det var också den första Shakespearepjäs som spelades efter restaurationen. Thomas Betterton fick mycket beröm när han spelade i pjäsen 1659. Därefter har pjäsen spelats sällan.
1854 satte Samuel Phelps upp originaltexten på Sadler's Wells Theatre i London. 1921 regisserades den av Robert Atkins på Old Vic i London. 1929 sattes den upp på Maddermarket Theatre i Norwich. En föreställning som rekonstruerades efter andra världskriget. Den spelades då på Shakespeare Memorial Theatre i Stratford-upon-Avon med Paul Scofield i titelrollen. Scofield återvände till pjäsen 1950. 1939 spelade Robert Eddison Pericles i Regent's Park.
1954 sattes Pericles framgångsrikt upp av Douglas Seale på Birmingham Repertory Theatre. Året därpå regisserades den av Glen Byam Shaw i Stratford. 1958 regisserade Tony Richardson Pericles på Shakespeare Memorial Theatre. Scenografi dominerades av ett stort skepp. Efter detta har pjäsen satts upp oftare. 1968 spelades den i Bochum i Nordrhein-Westfalen i regi av Hanskarl Zeiser.1969 satte Terry Hands upp den i Stratford och tog till det då nya greppet att dubblera rollerna, vilket sedan dess blivit det vanliga sättet att spela pjäsen. 1983 sattes Pericles upp av Peter Sellars i Boston där statisterna var klädda som hemlösa. 1991 regisserades den av Phyllieda Lloyd på Royal National Theatre.

### Uppsättningar i Sverige
- 1986 Stockholms stadsteater, översättning Göran O. Eriksson, regi David Ultz, med Krister Henriksson, Anders Ahlbom Rosendahl & Yvonne Lombard.

## Filmatiseringar
- 1984 Pericles, Prince of Tyre, regi David Hugh Jones, med Edita Brychta (TV, Storbritannien)
- 2015 Pericles by Shakespeare on the Road, regi Roberto Quagliano

## Verk som bygger på Pericles
T. S. Eliots poem Marina är inspirerad av återföreningen mellan Pericles och hans dotter Marina i sista akten.